# Fleckernheide
Bei der Fleckernheide handelt es sich um ein Naturschutzgebiet in Verl, Kreis Gütersloh, Regierungsbezirk Detmold, mit einer Größe von 10,5 Hektar. Es wird mit der Nummer GT-000 geführt. Im Rahmen des Feuchtwiesenschutzprogramms des Landes Nordrhein-Westfalen wurde es durch den Regierungspräsidenten Detmold mit der Verordnung vom 18. Juli 1989 als Naturschutzgebiet ausgewiesen. Mit Verordnung vom 11. April 1991 wurde es dann wieder aufgehoben, nachdem das Gebiet im Landschaftsplan Sennelandschaft des Kreises Gütersloh als Naturschutzgebiet festgesetzt wurde. Als Kompensationsflächen für den Ausbau der A 33 wurde die Fleckernheide und die umliegenden Flächen von der Bundesrepublik Deutschland aufgekauft.
Das Gebiet wurde zur Erhaltung von Lebensgemeinschaften und Lebensstätten bestimmter wildwachsender
Pflanzen und wildlebender Tierarten, aber auch wegen der Eigenart und Schönheit der Fläche unter Schutz gestellt. Des Weiteren ist die Entwicklung des Grünlandes durch Wiedervernässung und extensive Nutzung sowie die Erhaltung der gliedernden Heckenzüge die Schutzziele der Fleckernheide.

## Charakteristik
Das ausgewiesene Naturschutzgebiet befindet sich im Bereich der Stadt Verl, nordöstlich des Ortsteils Bornholte. Es besteht aus zwei Fettweiden, die durch einen in nordsüdlicher Richtung verlaufenden Weg mit begleitenden Hecken voneinander getrennt sind. Es liegt in einer von Wald umgebenen ungestörten Lage. Die östlich gelegene Weide wird von Rindern, die westlich gelegene von Pferden beweidet. Durch die Nutzung ist der ehemalige Status als Feuchtgrünland erloschen.

## Flora
Im Bereich der Fleckernheide konnten insgesamt 40 Arten, die auf der Roten Liste gefährdeter Arten verzeichnet sind, festgestellt werden. Zu den im Naturschutzgebiet vorkommenden Pflanzenarten zählen z. B. der Ästige Igelkolben, das Breitblättrige Knabenkraut, die Faden-Binse, der Königsfarn und der Große Klappertopf.